# Yan Greub
Yan Greub (* 1972 in La Chaux-de-Fonds) ist ein Schweizer Romanist. Von 2011 bis 2024 war er Direktor des Französischen Etymologischen Wörterbuchs in Nancy und von 2018 bis 2024 Direktor des  Glossaire des patois de la Suisse romande in Neuenburg. Seit 2024 wirkt er als assoziierter Professor für Linguistik und Philologie an der Universität Genf.

## Leben
Yan Greub besuchte die Schulen in La Chaux-de-Fonds und studierte Sprachwissenschaft und Geschichte an der Universität Neuenburg sowie in Strassburg und Montpellier. 2002 promovierte er in Neuenburg mit einer Untersuchung zum Regionalfranzösischen. Von 2000 bis 2002 war er Redaktor am Französischen Etymologischen Wörterbuch am CNRS-Labor Analyse et traitement informatique de la langue française ATILF in Nancy und ab 2001 wissenschaftlicher Mitarbeiter des Glossaire des patois de la Suisse romande in Neuenburg. Überdies war er Oberassistent in Neuenburg und an der Universität Lausanne. Von 2009 bis 2024 arbeitete er wieder beim ATILF in Nancy.
Von 2011 bis 2024 war er Direktor des Französischen Etymologischen Wörterbuchs und von 2018 bis 2024 zudem auch Direktor des Glossaire des patois de la Suisse romande.
Am 1. März 2024 trat Greub eine Stelle als assoziierter Professor für Linguistik und Philologie an der Universität Genf an.
Für seine Doktorarbeit verlieh ihm die Universität Neuenburg 2002 den Prix Eugène-Ferdinand Piccard. Die Société de Linguistique Romane verlieh ihm 2003 den Prix Dauzat.

## Werke (Auswahl)
- Les Régionalismes lexicaux du moyen français et la formation des français régionaux, d’après l’exemple d’un corpus de farces (1450–1550), Dissertation. Neuenburg 2002.
- (mit Jean-Pierre Chambon): Données nouvelles pour la linguistique galloromane. Les légendes monétaires mérovingiennes. In: Bulletin de la Société de Linguistique de Paris 95, 2000, S. 147–82.
- La fragmentation de la Romania et la formation de l’espace linguistique francoprovençal. Le témoignage des monnaies mérovingiennes. In: Aux racines du francoprovençal. Actes de la Conférence annuelle sur l’activité scientifique du Centre d’Etudes Francoprovençales René Willien, 20–21 décembre 2003. Saint-Nicolas 2004, S. 13–20.
- Comment et quand la variation diatopique moderne du français se constitue-t-elle? In: D. Trotter (Hrsg.): Actes du 24e Congrès international de linguistique et philologie romanes, Aberystwyth, 1er-6 août 2004. 2007, S. 331–346.
- (mit Jean-Pierre Chambon): Sur l’état du francoprovençal prélittéraire en Haut Valais et la méthode d’analyse des noms de lieux empruntés. In: Romanische Sprachgeschichte. Histoire linguistique de la Romania, 3, 2008.